# Wieczór kuglarzy
Wieczór kuglarzy (szw. Gycklarnas afton) – szwedzki film fabularny z 1953 roku opowiadający historię wędrownej grupy cyrkowców. Film nie odniósł w kraju produkcji sukcesu kasowego, jego walory doceniono dopiero po latach.

## Obsada
- Åke Grönberg – Albert Johansson
- Harriet Andersson – Anne
- Hasse Ekman – Frans
- Anders Ek – Teodor Frost
- Gudrun Brost – Alma Frost
- Gunnar Björnstrand – Sjuberg
- Åke Fridell – oficer
- Annika Tretow – Agda
- Erik Strandmark – Jens
- Curt Löwgren – Blom
- Lissi Alandh
- Julie Bernby
- Majken Torkeli
- Otto Moskovitz
- Karl-Axel Forssberg
- Olav Riégo
- Hanny Schedin